# Essex County Cricket Club
Der Essex County Cricket Club repräsentiert die traditionelle Grafschaft Essex in den nationalen Meisterschaften im englischen Cricket.

## Geschichte

### Die Anfänge
Cricket wird in Essex seit dem 16. Jahrhundert gespielt. Das erste dokumentierte Spiel fand an einem unbekannten Ort statt und involvierte eine Mannschaft aus Chingford, die gegen eine Edwin Stead's XI spielte. Das erste Spiel, in dem ein Team mit dem Namen Essex antrat, fand im Jahr 1732 statt, als in Epping eine Mannschaft namens Essex and Hertfordshire gegen London spielte. Der County Cricket Club selbst wurde im Januar 1876 in der Shire Hall in Brentwood gegründet. Es sollte jedoch bis zum Mai 1894 dauern, bis der Club sein erstes First-Class-Cricket-Spiel austrug, als es gegen Leicestershire spielte. In der folgenden Saison nahm Essex erstmals an der County Championship teil.

### Erste Jahrzehnte mit First-Class Status

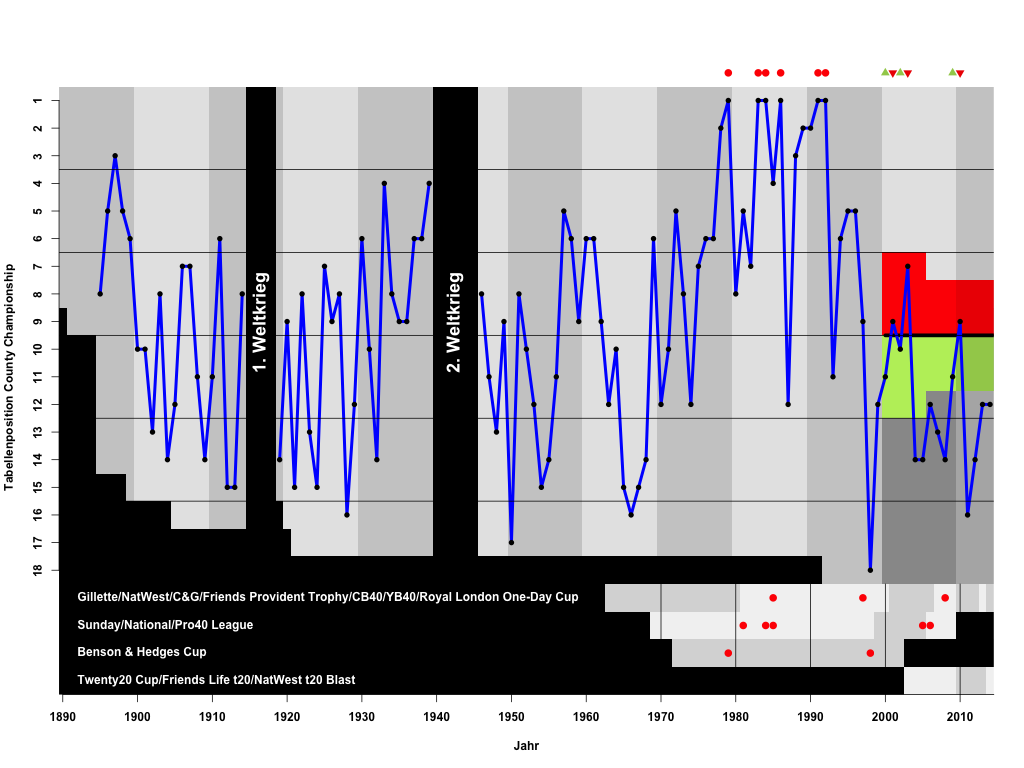
Performance des Essex County Cricket Club im First Class, One-Day und T20 Cricket in den nationalen englischen Wettbewerben.

Essex gelang in der Saison 1897 ein dritter Platz in der County Championships, jedoch war dieses für lange Zeit die höchste Platzierung. In der ersten Hälfte des 20. Jahrhunderts zumeist in der unteren Tabellenhälfte zu finden. Grund war dabei die Nähe zu London und die über lange Jahre vorherrschenden knappen finanziellen Mittel, die es schwer machten gute Amateurspieler zu verpflichten. Führender Spieler war zunächst Peter Perrin, der als einer der führenden Fast-Bowler Englands galt. Die finanziellen Probleme sorgten dafür, dass der Club 1933 sein Heimspielfeld in Leyton verkaufen mussten. Daraufhin trugen sie ihre Heimspiele in verschiedenen Clubspielfeldern aus. Kurz vor dem Zweiten Weltkrieg gelangen ihnen 1933 und 1939 jeweils ein vierter Platz in der Championships. Führende Spieler dieser Erfolge waren die Bowler Ken Farnes und Peter Smith.

### Nach dem Zweiten Weltkrieg
Essex lit schwer unter den folgen des Krieges. Ken Farnes starb als Pilot 1941 bei einem Übungsflug, jedoch normalisierten sich die finanziellen Verhältnisse. Nun war es Trevor Bailey der als Allrounder das Team führte. Jedoch gelang es nicht sich in der oberen Tabellenhälfte der County Championship zu etablieren. Ende der 1950er und Anfang der 1960er Jahre gelangen dem Team ein fünfter (1957) und drei sechste Plätze (1958, 1960 und 1961), ansonsten waren zumeist Plätze am Tabellenende die Regel. 1967 kaufte und errichtete der Klub das neue County Ground in Chelmsford.

### Die goldenen Jahre
Aufwärts ging es mit dem Team seit Keith Fletcher 1974 Kapitän der Mannschaft wurde. Das führte dazu, dass 1978 ein Zweiter Platz in der County Championship erreicht wurde. Von da an war das Team über die nächsten 15 Jahre dominierende Kraft im englischen Cricket. Spieler wie Graham Gouch, Ken McEwan, John Lever und Ray East waren dafür die wichtigsten Standbeine des Teams. 1979 wurde sowohl die erste County Championship als auch mit dem Benson & Hedges Cup der erste Titel im One-Day Cricket erzielt werden. 1981 gewann die Mannschaft die Sunday League, 1983 die zweiten Championships. Der Gewinn konnte 1984 wiederholt werden und auch die Sunday League gewann man im gleichen Jahr. 1985 konnten mit der NatWest Trophy und der Sunday League gleich zwei One-Day Titel gewonnen werden. 1986 wurde noch einmal ein Championship gewonnen. Die folgenden Jahre bis 1991 blieben titellos. Dort gewann die Mannschaft dann die Championship 1991 und 1992 in Folge. Von da an ging es im First-Class Cricket bergab.

### Bis heute
Im One-Day Cricket gelangen im Folgenden noch weitere Titel. So konnte 1998 der Benson & Hedges Cup gewonnen werden und 2005 und 2006 die National League. Mit der Friends Provident Trophy 2008 gelang der bis heute letzte Gewinn eines Titels. In der County Championship musste zunächst in der zweiten Division Platz genommen werden. 2000 und 2002 stieg man jeweils in die erste Division, auf um in den jeweiligen Folgejahren 2002 wieder abzusteigen. Gleiches erfolgte noch einmal 2009 und 2010. Im Jahr 2016 stieg das Team wieder auf und konnte im Folgejahr seinen siebten Titel erringen. Der achte Erfolg folgte zwei Jahre später in der Saison 2019.

## Stadion
Das Heimstadion des Clubs ist der  County Ground in Chelmsford. Daneben wird gelegentlich der Lower Castle Park in Colchester genutzt.

## Erfolge

### County Cricket
Gewinn der County Championship (6): 1979, 1983, 1984, 1986, 1991, 1992, 2017, 2019
Gewinn der zweiten Division (0): 2002

### One-Day Cricket
Gilette/NatWest/C&G Trophy/FP Trophy (1963–2009) (3): 1985, 1997, 2008
Sunday/National/Pro40 League (1988–2009) (5): 1981, 1984, 1985, 2005, 2006
Benson & Hedges Cup (1972–2002) (2): 1979, 1998
ECB 40/Clydesdale Bank/Yorkshire Bank 40 (2010–2013) (0): –
Royal London One-Day Cup (2014-heute) (0): –

### Twenty20
Twenty20 Cup/Friends Life t20/NatWest t20 Blast (0): 2019

## Statistiken

### Runs
Die meisten Runs im First-Class Cricket wurden von den folgenden Spielern erzielt:
| Spieler        | Spielzeiten | Runs   |
| -------------- | ----------- | ------ |
| Graham Gouch   | 1973–1997   | 30.701 |
| Keith Fletcher | 1962–1988   | 29.434 |
| Peter Perrin   | 1896–1928   | 29.172 |
| Jack O’Connor  | 1921–1939   | 27.722 |
| Jack Russell   | 1908–1930   | 23.606 |

### Wickets
Die meisten Wickets im First-Class Cricket wurden von den folgenden Spielern erzielt:
| Spieler       | Spielzeiten | Runs  |
| ------------- | ----------- | ----- |
| Peter Smith   | 1929–1951   | 1.610 |
| Stan Nichols  | 1924–1939   | 1.508 |
| Trevor Bailey | 1946–1967   | 1.593 |
| John Lever    | 1967–1989   | 1.473 |
| Walter Mead   | 1894–1913   | 1.472 |